# スアキム・PKセンチャイムエタイジム
スアキム・PKセンチャイムエタイジム（Suakim PK Saenchaimuaythaigym、1995年8月15日 - ）は、タイチャンタブリー県出身の男性ムエタイ選手。以前はスアキム・シットソートーテーウの名前で活躍していた。 元ルンピニースーパーフェザー級王者。元ルンピニースーパーバンタム級王者、元ルンピニーバンタム級王者。ルンピニースタジアム三階級制覇王者。

## 来歴
2018年2月12日、KNOCK OUT First Impactで那須川天心と対戦し、判定負けを喫した。
2018年3月28日、ロッタン・ジットムアンノンと対戦し、判定負けを喫した。
2018年9月7日、ルンピニースタジアムスーパーフェザー級タイトルマッチでテーパブット・シッオブンと対戦し判定勝ちで王座獲得に成功した。
2019年3月10日、RISE WORLD SERIES 2019 -58kgトーナメントの1回戦でタリソン・ゴメス・フェレイラと対戦し、ボディーへの左前蹴りでKO勝ちを収めた。
2019年7月21日、RISE WORLD SERIES 2019 -58kgトーナメントの準決勝で那須川天心と対戦し、那須川の胴回し回転蹴りで額をカットしてドクターストップによりTKO負けを喫した。
2019年12月8日、BOMスーパーライト級（63kg）王座決定戦でチャンヒョン・リーと対戦し、3R終了時にリーのセコンドからタオルが投入され、リーの棄権により、スアキムはTKO勝ちを収め、王座の獲得に成功した。
2020年4月に引退を示唆する発言をしたが、その直後にRISE WS 2020(同年6月に開催予定)に参戦することがRISE側から明かされている。

## 戦績
| キックボクシング 戦績 | キックボクシング 戦績 | キックボクシング 戦績 | キックボクシング 戦績 | キックボクシング 戦績 | キックボクシング 戦績 | キックボクシング 戦績 |
| --------------------- | --------------------- | --------------------- | --------------------- | --------------------- | --------------------- | --------------------- |
| 134 試合              | (T)KO                 | 判定                  | その他                | 引き分け              | 無効試合              |                       |
| 106 勝                |                       |                       |                       | 3                     | 0                     |                       |
| 23 敗                 |                       |                       |                       | 3                     | 0                     |                       |

| 勝敗 | 対戦相手                             | 試合結果                        | 大会名                                                                        | 開催年月日     |
| ○    | オーティス・ワグホーン               | 3R終了 判定2-0                  | ONE Friday Fights 81                                                          | 2024年9月27日  |
| ○    | デニス・デミルカプ                   | 2R 1:22 KO（左フック）          | ONE Friday Fights 60                                                          | 2024年4月26日  |
| ×    | アレクセイ・バリカ                   | 3R 0:22 KO（左フック）          | ONE Friday Fights 47                                                          | 2024年1月12日  |
| ○    | サマン・アシュリ                     | 1R 2:15 KO（肘打ち→パンチ連打） | ONE Friday Fights 34: Rodtang vs. Superlek                                    | 2023年9月22日  |
| ×    | キリル・ホムトフ                     | 2R 0:58 KO（左フック）          | ONE Friday Fights 26                                                          | 2023年7月21日  |
| ○    | チャンヒョン・リー                   | 3R終了時 TKO（棄権）            | The Battle of Muaythai BOM2-6 【BOMスーパーライト級王座決定戦】               | 2019年12月8日  |
| ×    | スーパーレック・キアトモー9          | 5R終了 判定                     | Ruamponkon Prachin                                                            | 2019年11月7日  |
| ○    | ルンキット・モーベストカマラー       | 5R終了 判定                     | Yod Muay Thai Naikhanomton                                                    | 2019年10月5日  |
| ○    | ニキータ・サプン                     | 1R 2:30 KO（左ミドルキック）    | RISE WORLD SERIES 2019 Final Round                                            | 2019年9月16日  |
| ×    | 那須川天心                           | 3R 1:25 TKO（ドクターストップ） | RISE WORLD SERIES 2019 Semi Final Round 【-58kg Tournament 準決勝】           | 2019年7月21日  |
| ○    | 翔・センチャイジム                   | 2R 0:22 KO（右ストレート）      | BOM - The Battle Of Muay Thai                                                 | 2019年6月1日   |
| ×    | ペットウトーン・オー・クワンムアン   | 5R終了 判定                     | ルンピニースタジアム                                                          | 2019年4月30日  |
| ○    | タリソン・ゴメス・フェレイラ         | 3R 1:30 KO（左前蹴り）          | RISE WORLD SERIES 1st Round 【-58kg Tournament 1回戦】                        | 2019年3月10日  |
| ×    | ルンキット・モーベストカマラー       | 5R終了 判定                     | ルンピニースタジアム                                                          | 2019年2月1日   |
| ○    | ルンキット・モーベストカマラー       | 5R終了 判定                     | ラジャダムナンスタジアム                                                      | 2018年12月26日 |
| ○    | イグナシオ・カプロンチ               | 3R終了 判定                     | Rise 129                                                                      | 2018年11月17日 |
| ○    | Yok Parunchai                        | 3R KO                           | ルンピニースタジアム                                                          | 2018年11月9日  |
| ○    | テーパブット・シッオブン             | 5R終了 判定                     | ルンピニースタジアム 【ルンピニースタジアムスーパーフェザー級タイトルマッチ】 | 2018年9月7日   |
| ○    | Pataktep Sinbeemuaythai              | 5R KO                           | ルンピニースタジアム                                                          | 2018年7月10日  |
| ○    | Mongkholdetlek KesaGym               | 5R終了 判定                     | ルンピニースタジアム                                                          | 2018年6月5日   |
| ×    | ロッタン・ジットムアンノン           | 5R終了 判定                     | WanParunchai + Poonseua Sanjorn                                               | 2018年3月28日  |
| ×    | 那須川天心                           | 5R終了 判定                     | KNOCK OUT First Impact                                                        | 2018年2月12日  |
| ○    | Nawapon Lukpakrit                    | 4R KO                           | ルンピニースタジアム                                                          | 2018年1月9日   |
| ○    | ペッダム・ペッティンディーアカデミー | 5R終了 判定                     | ラジャダムナンスタジアム                                                      | 2017年11月1日  |

## 獲得タイトル
- ルンピニースタジアムバンタム級王座（2013年）
- ルンピニースタジアムスーパーバンタム級王座（2014年）
- チャンネル7スーパーバンタム級王座（2014年）
- タイ国プロムエタイ協会スーパーバンタム級王座（2016年）
- ルンピニースタジアムスーパーフェザー級王座（2018年）